# 挽き板
挽き板（ひきいた、挽板）とは、鋸などで挽いて切った木の板のこと。1センチ厚以上(10mm〜20mm)のものが中心で、突板(つきいた、0.2mm〜0.6mm)よりも厚めの木材。集成材や積層材などにも使われる。

## 特徴
単層無垢材に比べると、壁材・床材・天井材の使用面積に対して天然木の表情を生かしたまま、木の繊維を縦横交互に積層接着する、または合板(薄くスライスした単板を繊維方向を交互に重ねて接着した板)と組み合わせると、反りやひび、狂いを防ぐことができる。突板の製品よりも、木材の扱い難さを制御し難い面はあるが、木材のぬくもり・質感を残したまま生活性能や環境性能を兼ね備えた建材へと、活用の幅を広げることができる。

## 原木
ウォールナット、オーク、チーク、ローズウッド、ブラックチェリー。